# Allgäu

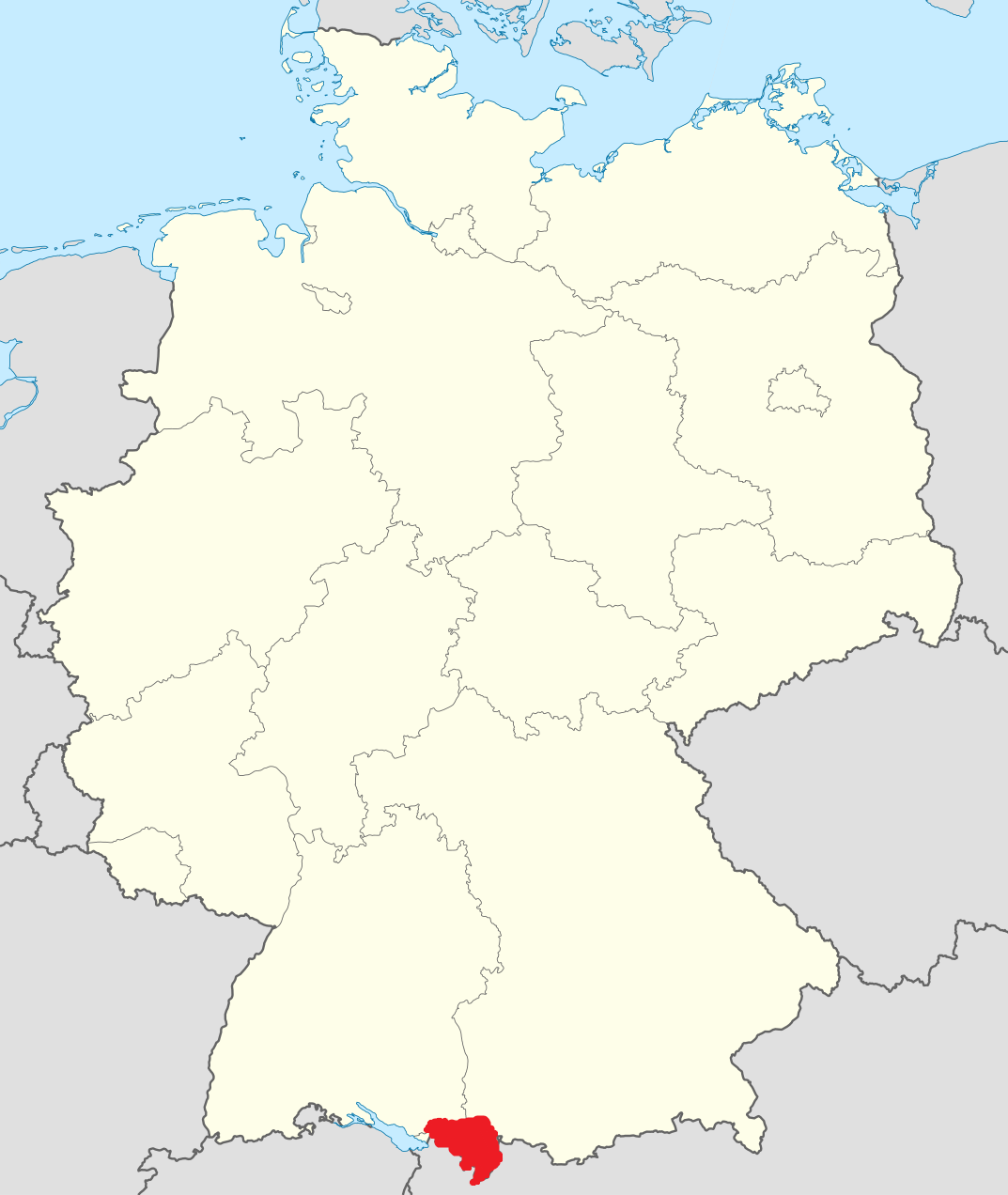
Allgäu (červeně)

Allgäu (česky Algava) je oblast nacházející se na jih od bavorského Švábska a východního Bádenska-Württemberska. Spadá tak do oblasti sousedící s Rakouskem. Allgäu netvoří územně správní jednotku.
Oblast je oblíbená mezi turisty především díky krásné krajině a nedotčené přírodě. Alpské oblasti Allgäu nad 2 000 metrů nadmořské výšky jsou oblíbená místa pro zimní sporty. Ve východní části Allgäu se nachází světoznámý zámek Neuschwanstein.
Allgäu je proslulá také díky mlékárenskému průmyslu.

## Geografie
Na jihu se vypínají Algavské Alpy, které však nejsou součástí oblasti samé.